# Divizijski general (Italija)
Divizijski general (izvirno italijansko Generale di divisione; dobesedno general divizije) je višji vojaški čin, katerega uporablja Italijanska kopenska vojska, Korpus karabinjerjev in Italijansko vojno letalstvo, prav tako pa ga uporabljajo tudi druge paravojaške formacije: Finančna straža (Guardia di Finanza) in Korpus paznikov (Corpo degli Agenti di Custodia). V skladu z Natovim standardom STANAG 2116 čin nosi oznako OF-7 in je dvozvezdni čin. Čin je nadrejen činu brigadnega generala in podrejen činu korpusnega generala.
Divizijski general je (bil) enakovreden činu oz. položaju:
- admirala diviziona (ammiraglio di divisione) Italijanske vojne mornarice (Marina Militare);
- generalnega direktorja Državne policije (Polizia di Stato);
- generalnega direktorja Zaporniške policije (Polizia Penitenziaria);
- generalnega direktorja Državnega gozdnega korpusa (Corpo Forestale dello Stato);
- generalnega direktorja Državnega gasilskega korpusa (Corpo Nazionale dei Vigili del Fuoco);
- generalnega konzula (console generale) Prostovoljne milice za državno varnost (Milizia Volontaria per la Sicurezza Nazionale).

## Oznake
- Oznaka čina divizijskega generala kopenske vojske
- Oznaka čina divizijskega generala vojnega letalstva
- Oznaka čina divizijskega generala karabinjerjev
- Oznaka čina divizijskega generala finančne straže